# دوج نایترو

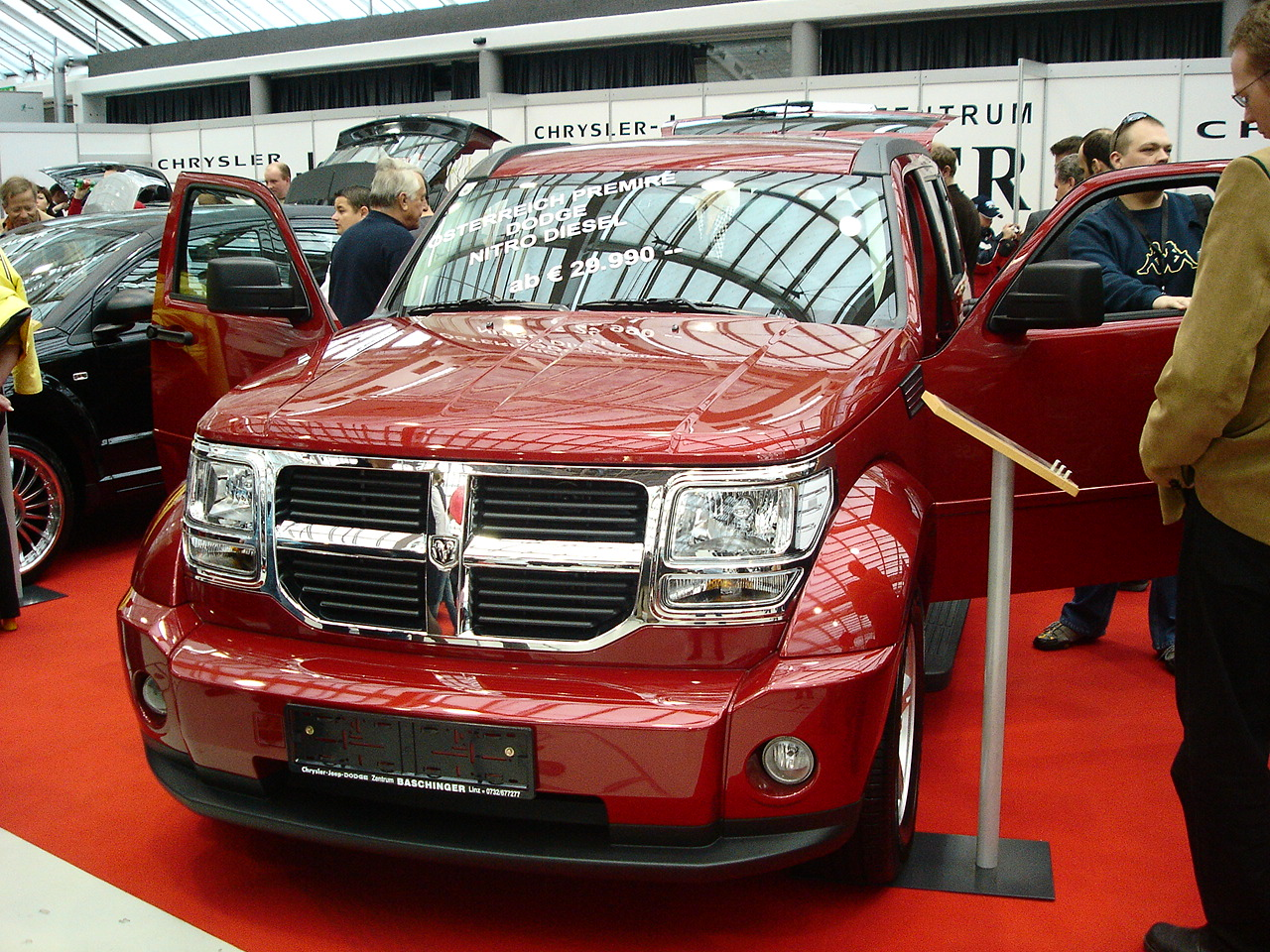

دوج نایترو (Dodge Nitro) خودرویی است که از سال ۲۰۰۶ تاکنون تولید شده‌است.
این خودرو در کلاس کامپکت اس‌یووی قرار گرفته، است.